# How Bruce Lee Changed the World
How Bruce Lee Changed the World es un documental estadounidense de 2009, dirigido por Steve Webb, que a su vez lo escribió, en la fotografía estuvo Rick Cullis, Justin Evans y Paul Jacobson, los protagonistas son Kareem Abdul-Jabbar, Jackie Chan, Margaret Cho y Bruce Lee, entre otros. Esta obra fue realizada por Brian Waddell Productions Limited, se estrenó el 17 de mayo de 2009.

## Sinopsis
Se da a conocer la gran cantidad de maneras en que Bruce Lee, el primer famoso asiático reconocido a nivel mundial, influenció en la cultura pop.